# Stenocista
Stenocista is een monotypisch geslacht van tweekleppigen uit de  familie van de Noetiidae.

## Soorten
- Stenocista gambiensis (Reeve, 1844)